# DF-31
El misil Dong Feng 31 (en chino 东风导弹, literalmente ‘viento del este’), también denominado CSS-9, es un misil balístico intercontinental chino con ojivas termonucleares, de tres etapas y propulsado por combustible sólido. Fue desarrollado a finales de los años 1990 y probado en vuelo por primera vez el 2 de agosto de 1999. Fue la base del lanzador orbital KT-1. En 2007 apareció una variante mejorada con el nombre DF-31A, unos 11 200 km de alcance, capacidad MIRV y ayudas a la penetración anti-antimisil. En 2017 se desveló una variante avanzada con la denominación DF-31AG o DF-31B. Su antecesor fue el DF-5 y su sucesor es el DF-41.

## Especificaciones
- Apogeo: 1000 km
- Masa total: 42 000 kg
- Diámetro: 2,25 m
- Longitud total: 13 m
- Ojiva: termonuclear
- Alcance máximo: 7900 km (DF-31); 11 200 km (DF-31A)
- Guía: astroinercial